# Cyklistické tretry

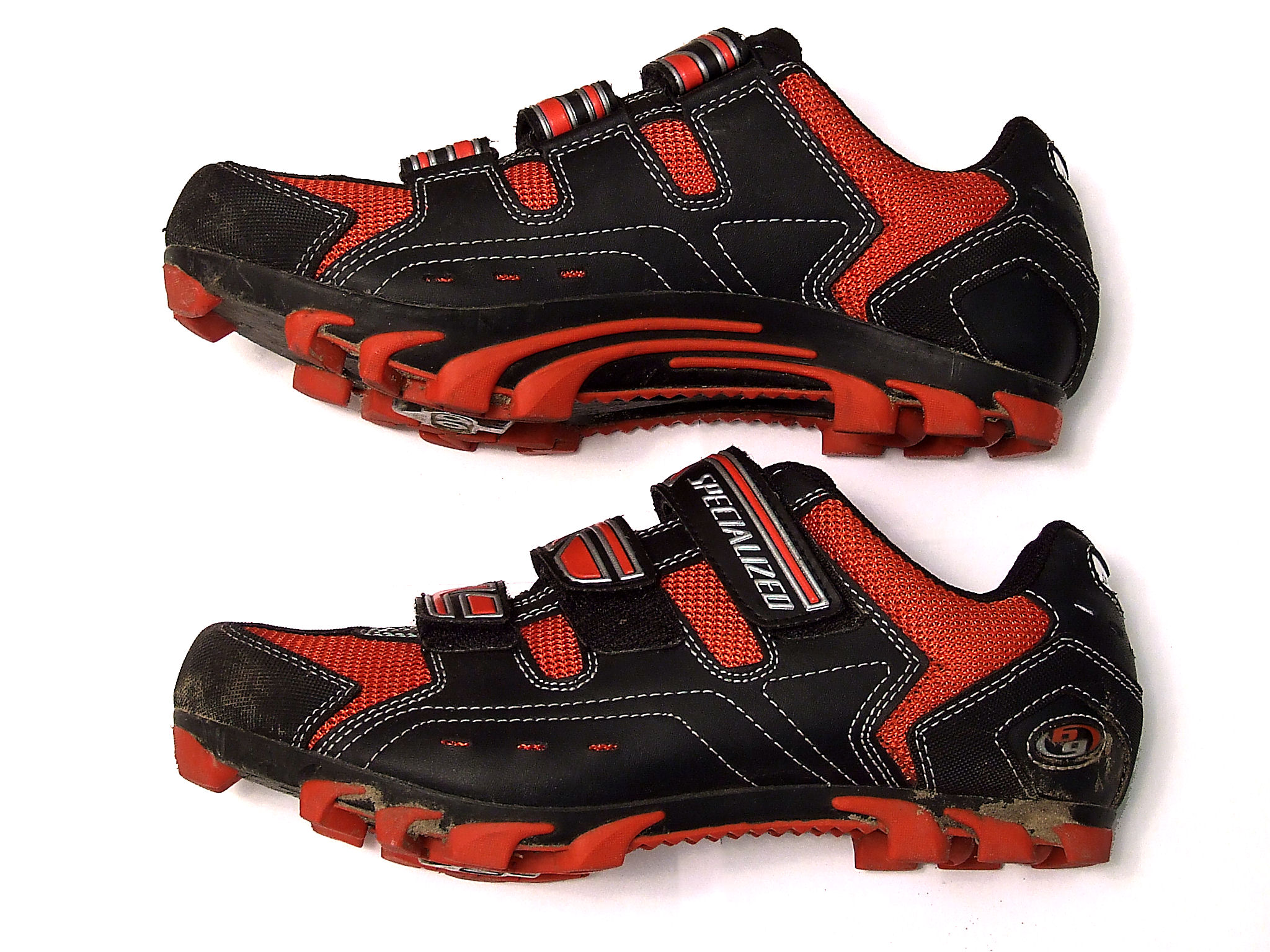
Cyklistické tretry

Cyklistické tretry jsou speciální sportovní boty, které mají zajistit maximální přenos výkonu při jízdě na kole.
Zefektivňují šlapání a tím šetří síly cyklisty. Bývají tvrdší než běžné boty. Podrážka je přizpůsobena na montáž upínacího systému, který slouží pro zapnutí do nášlapných pedálů.

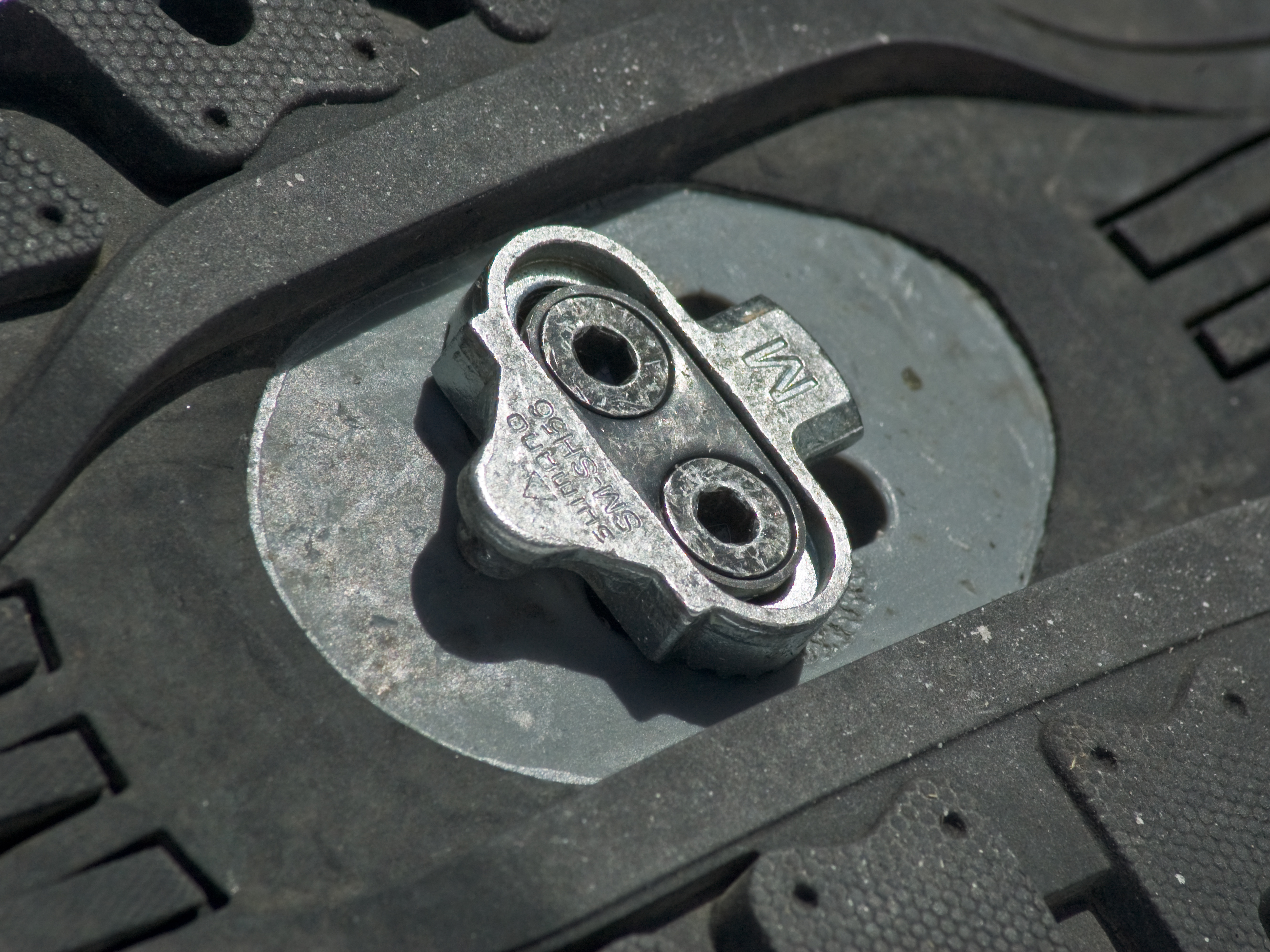
Podrážka cyklistické tretry

Tretry mají stabilizovat chodidlo, což se často řeší karbonovou vložkou v oblasti paty a podporou klenby chodidla. Důležité je také větrání, které bývá zajištěno různými způsoby, často nylonovou prodyšnou síťovinou.
Cyklistické tretry se dělí na dvě základní skupiny. Jsou to cyklistické silniční tretry a tretry do terénu, označované také jako MTB tretry. Některé druhy treter jsou zateplené, určené pro studené zimní počasí. Jiné jsou naopak řešeny jako letní sandály. Samostatnou kategorií jsou tretry označované výrobci jako tretry pro ženy.
Podrážka u cyklistických treter bývá vyrobena z gumového materiálu, ale může být i plastová, zpevněná skelnými vlákny nebo karbonová, popř. kombinovaná. Vyrábí se tretry s klasickým šněrováním, se zapínáním na suchý zip, popř. s kombinací suchého zipu a přezky. Při koupi cyklistických treter je třeba se zajímat o kompatibilitu s pedály na kole, která není stoprocentní, zvláště u silničních treter.